# پیتر وستمکت
پیتر وستمَکِت KCMG LVO (انگلیسی: Peter Westmacott؛ زادهٔ ۲۳ دسامبر ۱۹۵۰) دیپلمات بریتانیایی است که از ژانویه ۲۰۱۲ تا ۲۰۱۶ به عنوان سفیر علیاحضرت در ایالات متحده آمریکا مشغول به کار بود.

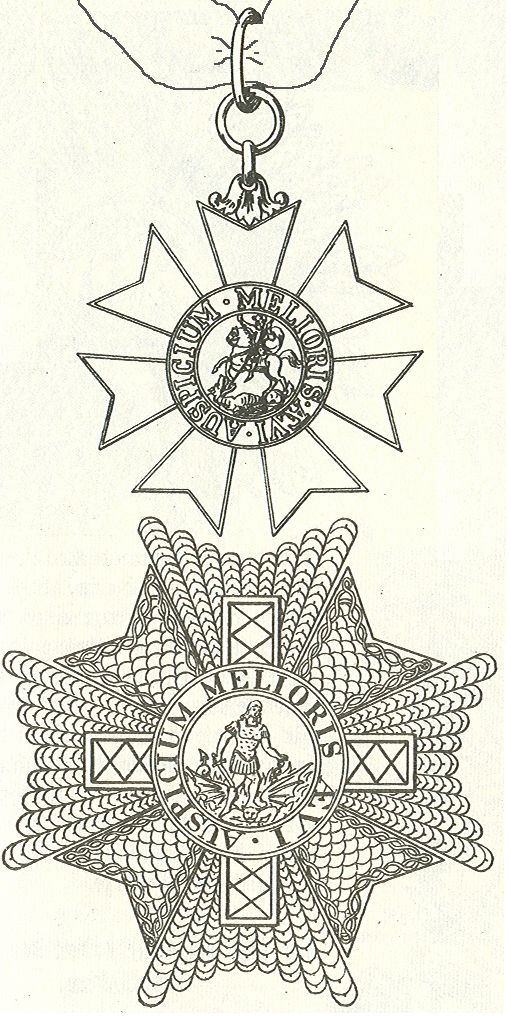
KCMG ستاره نشان و سینه

وستمکت در سال ۱۹۷۲ به وزارت امور خارجه بریتانیا و نخستین مقام او در خارج دبیر دوم در تهران، ایران، در ۱۹۷۴ بود. او تحصیلکرده نیو کالج آکسفورد است. در سال ۲۰۰۱ با سوزی نمازی همسر دوم خود ازدواج کرده‌است.